# Collegio elettorale di Sassari (Camera dei deputati)
Il collegio di Sassari fu un collegio elettorale uninominale della Repubblica Italiana per l'elezione della Camera dei deputati. Apparteneva alla circoscrizione Sardegna e fu utilizzato per eleggere un deputato nella XII, XIII e XIV legislatura.
Venne istituito nel 1993 con la cosiddetta Legge Mattarella (Legge n. 277, Nuove norme per l'elezione della Camera dei deputati), attuata in seguito al referendum abrogativo del 1993. La legge istituì per la Camera dei deputati e per il Senato della Repubblica un sistema di elezione misto, in parte maggioritario e in parte proporzionale. Il 75% dei parlamentari dell'assemblea veniva eletto in collegi uninominali tramite sistema maggioritario a turno unico; il restante 25% alla Camera veniva eletto tramite sistema proporzionale con liste bloccate.
Il collegio venne abolito insieme a tutti gli altri che costituivano la Camera con la promulgazione della legge elettorale successiva, la cosiddetta Legge Calderoli. Questa prevedeva un sistema proporzionale con premio di maggioranza, che alla Camera veniva attribuito a livello nazionale.

## Territorio
Il collegio di Sassari era uno dei 14 collegi uninominali in cui era suddivisa la Sardegna e, come previsto dal D.Lgs. del 20 dicembre 1993 n. 536, era interamente compreso nella provincia di Sassari e comprendeva i seguenti comuni: Sassari e Stintino.

## Eletti
| Elezione | Elezione | Deputato      | Partito                    |
| -------- | -------- | ------------- | -------------------------- |
|          | 1994     | Carmelo Porcu | Polo del Buon Governo (AN) |
|          | 1996     | Paolo Manca   | L'Ulivo (RI)               |
|          | 2001     | Carmelo Porcu | Casa delle Libertà (AN)    |

## Dati elettorali

### XII legislatura

#### Risultati proporzionale
| Coalizioni        | Coalizioni                            | Liste                                 | Liste                                 | Voti   | %     |
| ----------------- | ------------------------------------- | ------------------------------------- | ------------------------------------- | ------ | ----- |
|                   | Polo del Buon Governo                 |                                       | Forza Italia                          | 19.237 | 22,70 |
|                   | Polo del Buon Governo                 | Alleanza Nazionale                    | 10.021                                | 11,82  |       |
| Totale coalizione | Totale coalizione                     | 29.258                                | 34,52                                 |        |       |
|                   | Patto per l'Italia                    |                                       | Patto Segni                           | 25.829 | 30,48 |
|                   | Patto per l'Italia                    | Partito Popolare Italiano             | 2.762                                 | 3,26   |       |
| Totale coalizione | Totale coalizione                     | 28.051                                | 33,74                                 |        |       |
|                   | Progressisti                          |                                       | Partito Democratico della Sinistra    | 13.039 | 15,39 |
|                   | Progressisti                          | Partito della Rifondazione Comunista  | 2.587                                 | 3,05   |       |
|                   | Progressisti                          | Alleanza Democratica                  | 2.464                                 | 2,91   |       |
|                   | Progressisti                          | Federazione dei Verdi                 | 1.947                                 | 2,30   |       |
|                   | Progressisti                          | Partito Socialista Italiano           | 1.325                                 | 1,56   |       |
| Totale coalizione | Totale coalizione                     | 21.362                                | 25,21                                 |        |       |
|                   | Lista Pannella                        | Lista Pannella                        | Lista Pannella                        | 2.664  | 3,14  |
|                   | Partidu Indipendentista               | Partidu Indipendentista               | Partidu Indipendentista               | 1.377  | 1,62  |
|                   | Movimento per la Democrazia - La Rete | Movimento per la Democrazia - La Rete | Movimento per la Democrazia - La Rete | 1.211  | 1,43  |
|                   | L'Arca                                | L'Arca                                | L'Arca                                | 201    | 0,24  |
|                   | Centro Democratico                    | Centro Democratico                    | Centro Democratico                    | 84     | 0,10  |
| Totale            | Totale                                | Totale                                | Totale                                | 84.748 |       |

#### Risultati uninominale
|                               | Carmelo Porcu ✔️ Eletto   | Polo del Buon Governo (FI - AN - CCD - UDC - PLD) | 30 623 | 36,14 |  |  |  |  |  |
|                               | Mariotto Segni            | Patto per l'Italia                                | 26 776 | 31,60 |  |  |  |  |  |
|                               | Gavino Angius             | Progressisti                                      | 17 570 | 20,73 |  |  |  |  |  |
|                               | Giacomo Spissu            | Partito Sardo d'Azione                            | 6 952  | 8,20  |  |  |  |  |  |
|                               | Gavino Sale               | Partidu Indipendentista                           | 1 185  | 1,40  |  |  |  |  |  |
|                               | Giovanni Salvatore Conoci | La Rete - Rinascita e Sardismo - MIRVA            | 966    | 1,14  |  |  |  |  |  |
|                               | Gianuario Pedoni          | Alleanza Popolare Riforme                         | 664    | 0,78  |  |  |  |  |  |
| Totale                        | Totale                    | Totale                                            | 84 736 | 100   |  |  |  |  |  |
|                               |                           |                                                   |        |       |  |  |  |  |  |
| Fonte: Ministero dell'interno |                           |                                                   |        |       |  |  |  |  |  |

### XIII legislatura

#### Risultati proporzionale
| Coalizioni        | Coalizioni                         | Liste                                     | Liste                              | Voti   | %     |
| ----------------- | ---------------------------------- | ----------------------------------------- | ---------------------------------- | ------ | ----- |
|                   | Polo per le Libertà                |                                           | Alleanza Nazionale                 | 18.734 | 23,10 |
|                   | Polo per le Libertà                | Forza Italia                              | 17.527                             | 21,61  |       |
|                   | Polo per le Libertà                | CCD-CDU                                   | 2.378                              | 2,93   |       |
| Totale coalizione | Totale coalizione                  | 38.639                                    | 47,64                              |        |       |
|                   | L'Ulivo - Partito Sardo d'Azione   |                                           | Partito Democratico della Sinistra | 12.368 | 15,25 |
|                   | L'Ulivo - Partito Sardo d'Azione   | Rinnovamento Italiano                     | 10.537                             | 12,99  |       |
|                   | L'Ulivo - Partito Sardo d'Azione   | Popolari per Prodi (PPI-SVP-PRI-UD-Prodi) | 4.123                              | 5,08   |       |
|                   | L'Ulivo - Partito Sardo d'Azione   | Federazione dei Verdi                     | 1.880                              | 2,32   |       |
|                   | L'Ulivo - Partito Sardo d'Azione   | Partito Sardo d'Azione                    | 1.860                              | 2,29   |       |
| Totale coalizione | Totale coalizione                  | 30.768                                    | 37,93                              |        |       |
|                   | Progressisti                       |                                           | Rifondazione Comunista             | 6.849  | 8,44  |
|                   | Sardigna Natzione                  | Sardigna Natzione                         | Sardigna Natzione                  | 2.338  | 2,88  |
|                   | Lista Pannella - Sgarbi            | Lista Pannella - Sgarbi                   | Lista Pannella - Sgarbi            | 2.082  | 2,57  |
|                   | Movimento Sociale Fiamma Tricolore | Movimento Sociale Fiamma Tricolore        | Movimento Sociale Fiamma Tricolore | 441    | 0,54  |
| Totale            | Totale                             | Totale                                    | Totale                             | 81.117 |       |

#### Risultati uninominale
|                               | Paolo Manca ✔️ Eletto    | L'Ulivo                          | 38 505 | 47,12 |  |  |  |  |  |
|                               | Carmelo Porcu            | Polo per le Libertà              | 38 447 | 47,05 |  |  |  |  |  |
|                               | Gavino Sale              | Sardigna Natzione Indipendentzia | 3 571  | 4,37  |  |  |  |  |  |
|                               | Oreste Antonio Antignano | Fiamma Tricolore                 | 1 194  | 1,46  |  |  |  |  |  |
| Totale                        | Totale                   | Totale                           | 81 717 | 100   |  |  |  |  |  |
|                               |                          |                                  |        |       |  |  |  |  |  |
| Fonte: Ministero dell'interno |                          |                                  |        |       |  |  |  |  |  |

### XIV legislatura

#### Risultati proporzionale
| Coalizioni        | Coalizioni                                 | Liste                                      | Liste                                      | Voti   | %     |
| ----------------- | ------------------------------------------ | ------------------------------------------ | ------------------------------------------ | ------ | ----- |
|                   | Casa delle Libertà                         |                                            | Alleanza Nazionale                         | 17.779 | 21,34 |
|                   | Casa delle Libertà                         | Forza Italia                               | 17.709                                     | 21,26  |       |
|                   | Casa delle Libertà                         | CCD-CDU                                    | 1.248                                      | 1,50   |       |
|                   | Casa delle Libertà                         | Nuovo PSI                                  | 1.153                                      | 1,38   |       |
| Totale coalizione | Totale coalizione                          | 37.889                                     | 45,48                                      |        |       |
|                   | L'Ulivo                                    |                                            | La Margherita (Dem - PPI - RI- UDEUR)      | 16.544 | 19,86 |
|                   | L'Ulivo                                    | Democratici di Sinistra                    | 9.467                                      | 11,37  |       |
|                   | L'Ulivo                                    | Comunisti Italiani                         | 1.637                                      | 1,97   |       |
|                   | L'Ulivo                                    | Il Girasole (FdV - SDI)                    | 1.043                                      | 1,25   |       |
| Totale coalizione | Totale coalizione                          | 28.691                                     | 34,45                                      |        |       |
|                   | Lista Amadu                                | Lista Amadu                                | Lista Amadu                                | 5.828  | 7,00  |
|                   | Partito Sardo d'Azione - Sardigna Natzione | Partito Sardo d'Azione - Sardigna Natzione | Partito Sardo d'Azione - Sardigna Natzione | 3.394  | 4,07  |
|                   | Rifondazione Comunista                     | Rifondazione Comunista                     | Rifondazione Comunista                     | 2.881  | 3,46  |
|                   | Lista Di Pietro                            | Lista Di Pietro                            | Lista Di Pietro                            | 2.386  | 2,86  |
|                   | Lista Pannella - Bonino                    | Lista Pannella - Bonino                    | Lista Pannella - Bonino                    | 1.785  | 2,14  |
|                   | Democrazia Europea                         | Democrazia Europea                         | Democrazia Europea                         | 330    | 0,40  |
|                   | Paese Nuovo                                | Paese Nuovo                                | Paese Nuovo                                | 71     | 0,09  |
|                   | Abolizione scorporo                        | Abolizione scorporo                        | Abolizione scorporo                        | 42     | 0,05  |
| Totale            | Totale                                     | Totale                                     | Totale                                     | 83.297 |       |

#### Risultati uninominale
|                               | Carmelo Porcu ✔️ Eletto       | Casa delle Libertà                         | 34 048 | 40,43 |  |  |  |  |  |
|                               | Giovanni Meloni               | L'Ulivo                                    | 33 970 | 40,34 |  |  |  |  |  |
|                               | Salvatore Amadu               | Lista Amadu                                | 10 162 | 12,07 |  |  |  |  |  |
|                               | Nicola Francesco Angelo Succu | Partito Sardo d'Azione - Sardigna Natzione | 2 391  | 2,84  |  |  |  |  |  |
|                               | Alberto Murgia                | Lista Di Pietro                            | 1 923  | 2,28  |  |  |  |  |  |
|                               | Maria Isabella Puggioni       | Lista Emma Bonino                          | 1 720  | 2,04  |  |  |  |  |  |
| Totale                        | Totale                        | Totale                                     | 84 214 | 100   |  |  |  |  |  |
|                               |                               |                                            |        |       |  |  |  |  |  |
| Fonte: Ministero dell'interno |                               |                                            |        |       |  |  |  |  |  |